# آرنو کلمان
 آرنو کلمان (انگلیسی: Arnaud Clément؛ زاده ۱۷ دسامبر ۱۹۷۷) یک تنیس‌باز اهل فرانسه است.